# Železniška proga Ljubljana–Metlika–d. m.
Železniška proga Ljubljana–Metlika–državna meja je ena izmed železniških prog, ki sestavljajo železniško omrežje v Sloveniji. Po prehodu meje s Hrvaško se proga nadaljuje do Karlovca. V evidencah Slovenskih železnic se vodi potek te proge še vedno tako, kot so postavljeni kilometrski kamni, to pa pomeni, da je začetek te proge v Karlovcu (Hrvaška).
Začetna železniška postaja je Ljubljana, medtem ko je zadnja večja postaja pred prečkanjem državne meje s Republiko Hrvaško Metlika. Druge železniške postaje in postajališča na progi so: